# Yannis Karagiannis
Yannis Karagiannis és professor de Ciència política a l'Institut Barcelona d'Estudis Internacionals (IBEI). Està especialitzat en política de la Unió Europea, economia política i estudis sobre desenvolupament. Ha publicat articles en diverses revistes especialitzades, com ara l'European Law Journal, European Union Politics, Global Policy, Journal of European Public Policy i Cambridge University Press.